# Noctiluca scintillans
Noctiluca scintillans, conocida comúnmente como chispa de mar,es una especie de dinoflagelado marino microscópico de vida libre, que exhibe bioluminescencia producida por un sistema de luciferina - luciferasa situado en miles de orgánulos esféricos o "micro-fuentes", ubicados en todo su citoplasma.

## Distribución
Registra una gran distribución en todo el mundo, a menudo a lo largo de la costa, en los estuarios y las zonas poco profundas de la plataforma continental, que reciben mucha luz que promueve el crecimiento del fitoplancton.

## Descripción
Se trata de dinoflagelados con forma aproximadamente esférica, con un diámetro de 200 a 2.000 µm. Carece de las placas de blindaje que poseen los otros tipos de dinoflagelados sus cromosomas no son claramente visibles ni condensados a través de su ciclo de vida. Los cloroplastos están ausentes y el citoplasma es principalmente incoloro. La presencia de simbiontes fotosintéticos puede causar el citoplasma de color rosado o de color verde (Sweeney, 1978). Un número de vacuolas alimentarias están presentes en el citoplasma. Un núcleo eucariota grande se encuentra cerca de la ranura ventral con filamentos citoplásmicos que se extienden desde el borde de la célula.
Tiene una ranura ventral dentro del cual está situado un flagelo, una extensión de la pared celular llamada diente y un tentáculo estriado implicados en la ingestión, que se proyecta hacia atrás. El flagelo no mueve el organismo y por lo tanto su movilidad depende de la regulación de su flotabilidad dentro de la columna de agua, quizás mediante el control de su concentración celular de iones y de amoníaco.
Un estudio ha demostrado que produce una cadena de moco que se extiende desde la punta del tentáculo que a continuación se adhiere al plancton a medida que asciende rápidamente por de las concentraciones de sus presas en la columna de agua.

## Dieta
Es un organismo heterótrofo que engulle por fagocitosis a sus alimentos, que consisten principalmente de plancton, incluyendo diatomeas y otros dinoflagelados, así como bacterias, copépodos y sus huevos y huevos de peces.

## "Mareas rojas"

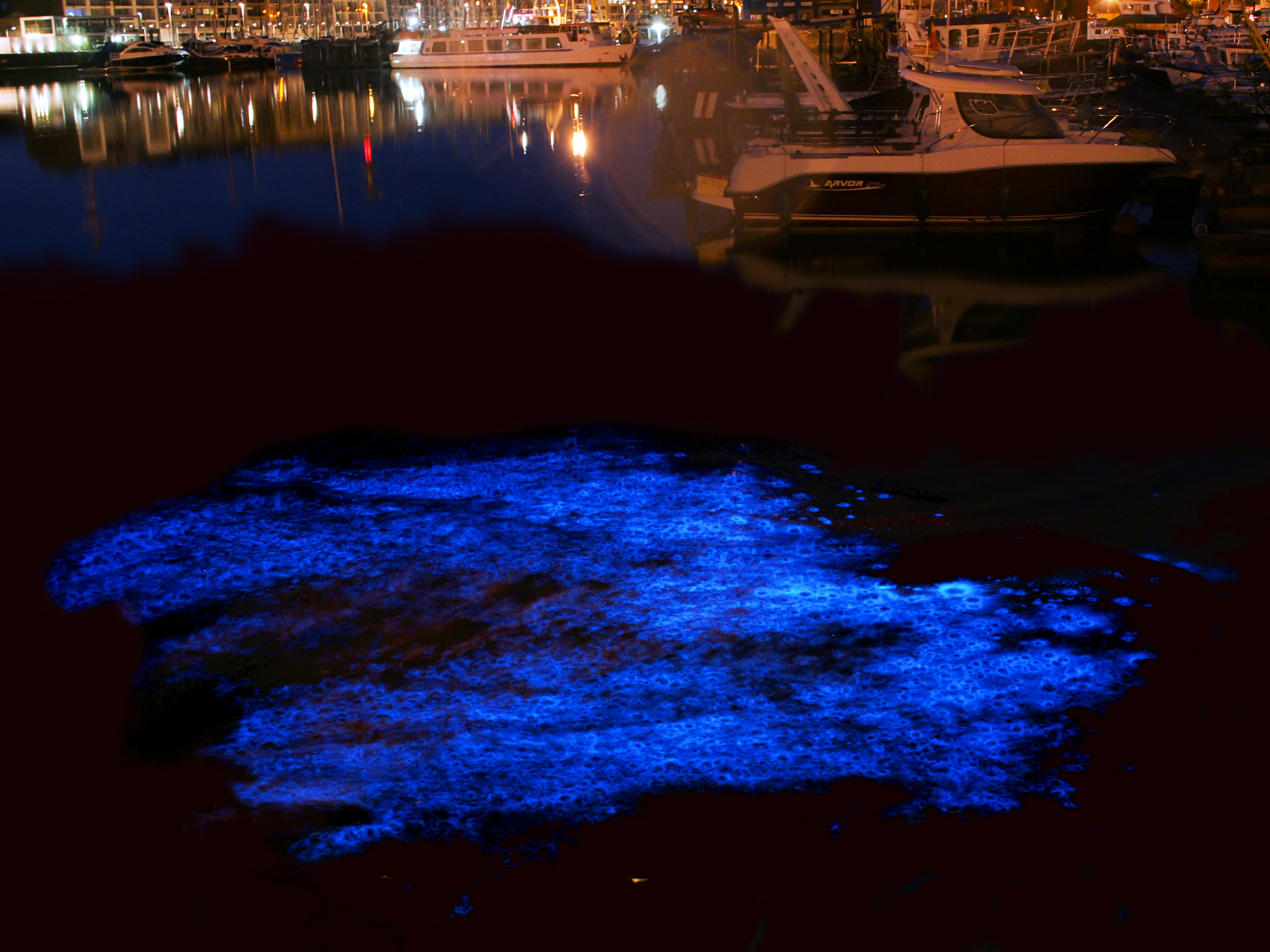
Una fotografía de larga exposición de la bioluminiscencia de Noctiluca scintillans, en el puerto de yates de Zeebrugge.

Las altas concentraciones de su principal fuente de alimento, el plancton y factores estacionales, provocan la proliferación de Noctiluca scintillans y consecuentemente del fenómeno conocido como "marea roja", tóxico para la vida acuática.
Los nadadores pueden reportar que están siendo iluminados por un fantasma que brilla en la oscuridad del plancton o una floración de algas flotantes, que lanzan una chispa luminosa cuando se les molesta. Esto le da a Noctiluca scintillans los nombres populares "Fantasma de Mar" o "Fuego de Mar".
Los vertidos de contaminación agrícola pueden contribuir a la gravedad de estas manifestaciones, pero no son indispensables para que ocurra el crecimiento explosivo. No todas estas mareas son rojas, pues su coloración depende de los pigmentos que se encuentran en las vacuolas y pueden ser, por ejemplo, verdes.
En sí mismo, N. scintillans no parece ser tóxico, pero a medida que aumenta su número y se alimenta vorazmente de niveles altos de fitoplancton, altos niveles de amoníaco se acumulan en estos organismos, que luego excretan y en la zona circundante que puede añadir a los productos químicos neurotóxicos que son producidos por otros dinoflagelados, tales como Alexandrium spp. o Gonyaulax spp., que dan lugar a la muerte del resto de la vida acuática en la zona.